# Фолксваген ИД серија
Фолксваген ИД серија је породица потпуно електричних концепт аутомобила који се напајају помоћу батерије из фирме Фолксваген, направљена на МЕБ платформи (немачки: Modularer Elektrobaukasten) која је развијена од стране Фолксваген групе као део електричних аутомобила произведених од стране њихових подружница. Неколико оваквих аутомобила требало би да буду прилагођени производним моделима. И.Д. серија је прва серија електричних аутомобила Фолксваген марке направљена са намером да буде серија електричних возила.

## Предстојећи и производни модели
| Модел | Сегмент/Тип | Производња        |
| ----- | ----------- | ----------------- |
| ИД.1  | А/хечбек    | 2023. (планирана) |
| ИД.2  | Б/кросовер  | 2023. (планирана) |
| ИД.3  | Ц/хечбек    | Новембар 2019.    |
| ИД.4  | Ц/кросовер  | 2020. (планирана) |
| ИД.5  | Д/караван   | 2022. (плнирана)  |
| ИД.6  | Ј/СУВ       | 2021. (планирана) |
| ИД.7  | М/ван       | 2022.(планирана)  |

## Концепт возила
| Модел              | Сегмент/тип  | Производња     |
| ------------------ | ------------ | -------------- |
| ИД                 | Ц/хечбек     | Новембар 2019. |
| ИД Крозз           | Ц/кросовер   | 2020.          |
| ИД Визион          | Д/караван    | 2022.          |
| ИД Рooмзз          | Ј/СУВ        | 2022.          |
| ИД Бузз/Бузз Карго | М/ван        | 2022.          |
| ИД Р               | тркачко ауто | −              |
| ИД Баги            | дуне баги    | −              |

## ИД серија

### ИД.3
Фолксваген ИД.3 је компактни (Ц сегмент) електрични аутомобил направљен од стране Фолксвагена, заснован на МЕБ платформи и први је модел И.Д. серије. Откривен је 9. септембра 2019. на Међународном сајму аутомобила у Франкфурту, након што је први пут приказан као И.Д. концептуални аутомобил 2016. на Међународном сајму аутомобила у Паризу.<
У мају 2019, Фолксваген је потврдио да ће производни модел заснован на овом прототипу бити назван Фолксваген ИД.3, уместо спекулисаног имена И.Д. Нео, и да ће званично бити представљен на Међународном сајму аутомобила у Немачкој у септембру 2019. и лансиран 2020. као један од пет нових Фолксваген модела заснованих на МЕБ платформи. Мањи аутомобили са именима ИД.1 и ИД.2 се очекују, а већи модели ће бити између ИД.4 и ИД.9. Фолксваген се такође пријавио за једно додатно „X” као заштитни знак, наводно за СУВ. Резервације за лансирање модела ИД.3 почеле су 8. маја 2019. И требало би да буду достављене половином 2020, док ће основни модели, чија би цена требала бити испод 30.000 €, бити достављени 2021. године. Као разлог за ово, Фолксваген наводи велику потражњу. Примљено је 10.000 резервација од стране купаца кроз прва 24 сата након отварања, а 30.000 пре откривања на Међународном сајму аутомобила у Немачкој 2019. године.
Купцима ће бити понуђене три различите батерије које пружају аутономију од 330 km до 550 km.
| Назив | Капацитет | Бруто капацитет | Аутономија      | Снага пуњења (AC) | Снага пуњења (DC)      |
| ----- | --------- | --------------- | --------------- | ----------------- | ---------------------- |
| Pure  | 45 kWh    | 48 kWh          | 330 km (205 mi) | 7.2 kW            | 50 kW (100 kW опционо) |
| Pro   | 58 kWh    | 62 kWh          | 420 km (260 mi) | 11 kW             | 100 kW                 |
| Pro S | 77 kWh    | 82 kWh          | 550 km (340 mi) | 11 kW             | 125 kW                 |

### ИД.4
Фолксваген ИД.4 је електрични кросовер аутомобил произведен од стране немачког произвођача аутомобила Фолксвагена. Заснован је на Фолксвагеновој електричној МЕБ платформи и представља други модел из И.Д. серије.
Модел ИД.4 представљен је као концепт аутомобил у камуфлажи 2019. године на Међународном сајму аутомобила у Франкфурту, дискретно, како не би одвукао пажњу са првог електричног масовног тржишта возила овог немачког бренда.

### ИД.6
Фолксваген ИД.6 је електрични СУВ произведен од стране немачког произвођача аутомобила Фолксвагена у Кини и рекламиран је за локално тржиште од 2022, а затим и у Европи и САД-у. Заснован је на МЕБ платформи и део је ИД. серије.
ИД.6 први пут је представљен на Међународној изложби аутомобила у Шангају у априлу 2019. године, као Фолксваген И.Д. Роомзз.
ИД. Роомзз је породица СУВ-а са клизним вратима напред и супротним отварањем позади. Заснована је на МЕБ модуларној електричној платформи. Овај концепт аутомобил покреће се помоћу два електрична мотора смештана на осовинама, са снагом од 75 kW напред и 150 kW позади са кумулативном снагом од 225 kW, напајаном помоћу литијум-јонске батерије са капацитетом од 82 kWh која нуди максималну аутономију за 450 km.

### ИД Крозз
Фолксваген ИД Крозз је електрични концепт аутомобил заснован на Фолксвагеновој електричној МЕБ платформи и део је И.Д. серије. Приказан је први пут као прототип 2017. године на Међународном сајму аутомобила у Шангају. Ревидирана верзија названа „И.Д. Кроз II” приказана је на Међународном сајму аутомобила у Франкфурту 2019. године. Производно возило засновано на овом прототипу биће лансирано 2020. године. Наговештај ИД Кроз производне верзије такође је био обећан за Међународни сајам аутомобила у Франкфурту, као и деби модела ИД.3 и следеће генерације модела Е-ап.